# Ocho Ríos

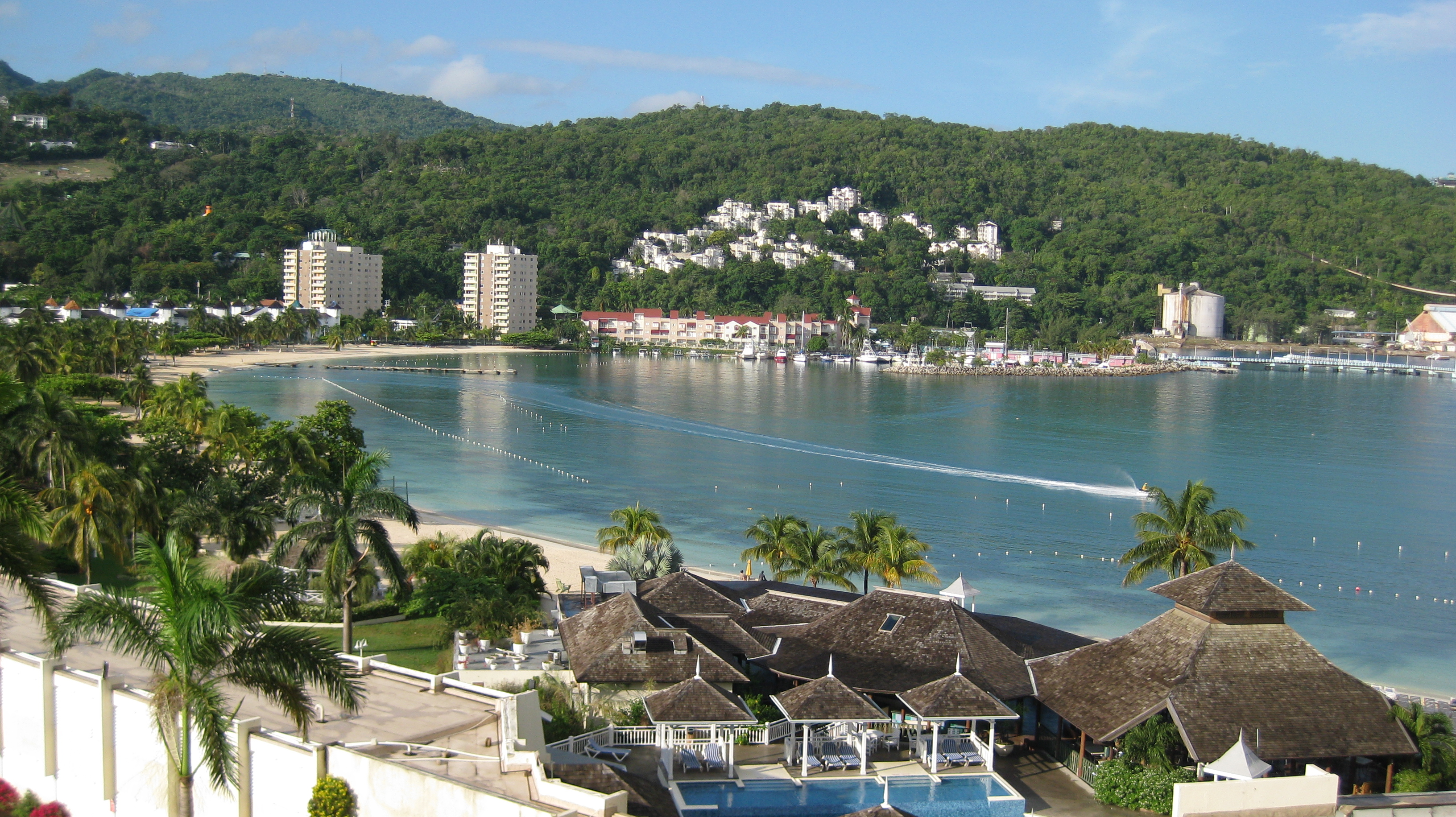
Vista de la ciudad

Ocho Ríos es una ciudad situada en la costa norte de Jamaica, en la parroquia de Saint Ann. Según el censo de 2011, tiene una población de 16 671 habitantes.
Antiguamente fue un pueblo de pescadores, pero en la actualidad su principal actividad económica es el turismo, siendo uno de los principales destinos turísticos de la isla.
La localidad ha experimentado un crecimiento explosivo en las últimas décadas con tiendas libres de impuestos y atracciones turísticas de renombre mundial. 
Su puerto que sirve de escala para los cruceros y para barcos cargueros de azúcar y piedra caliza.

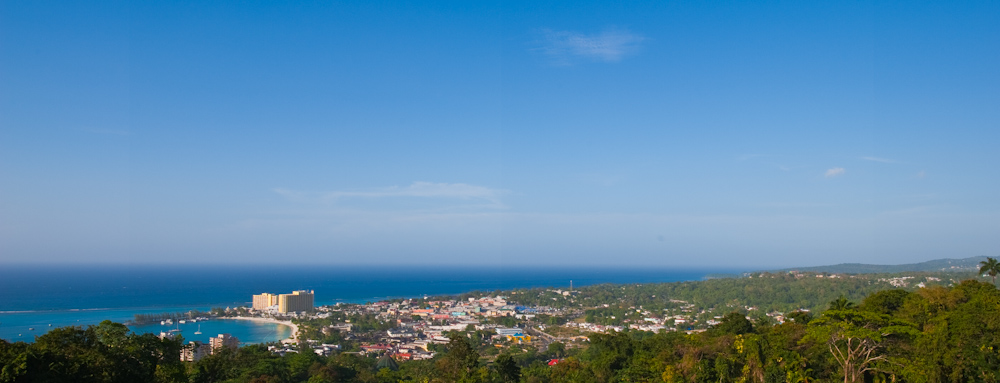
Vista de Ocho Ríos, tomada desde Shaw Park Gardens - 2010

## Historia del nombre
El nombre de Ocho Ríos es posiblemente un término inapropiado, porque no hay ocho ríos en la zona. Lo más probable es que haya sido una mala interpretación inglesa, que deriva del nombre original «Las Chorreras», término que fue utilizado debido a las cataratas del río Dunn que se encuentran en las cercanías.

## Actividades turísticas
La carretera de la costa norte, desde Montego Bay a Ocho Ríos  ha sido mejorada desde el año 2007 y el viaje es ahora de una hora y cuarenta y cinco minutos en automóvil. El 26 de agosto de 2011 el gobierno de Jamaica anunció un plan donde se invirtió mucho dinero, destinado a la revitalización de la zona turística. La ciudad tiene restaurantes y clubes nocturnos en Margaritaville y Dolphin Cove, donde los turistas pueden nadar e interactuar con los delfines.

## Ocho Ríos en el cine
La ciudad apareció en Dr. No, primera película de James Bond, que fue estrenada en 1962. Era el hogar de Miss Taro (interpretada por Zena Marshall), quien en la película actuó como enemiga de James Bond (interpretado por Sean Connery) y en alianza con el principal villano Dr. Julios No (interpretado por Joseph Wiseman).

## Ocho Ríos en la música
Ocho Ríos es una canción de la banda de reggae argentino Los Pericos, que integra los discos King Kong y 1000 Vivos, siendo esta última versión grabada en vivo. Contó con la invitación especial del argentino Fito Páez. En esta canción, la banda, pionera en la cultura reggae en Argentina, trata sobre la ciudad de Ocho Ríos, donde el personaje de la canción dice: "Te escribo de Ocho Ríos".

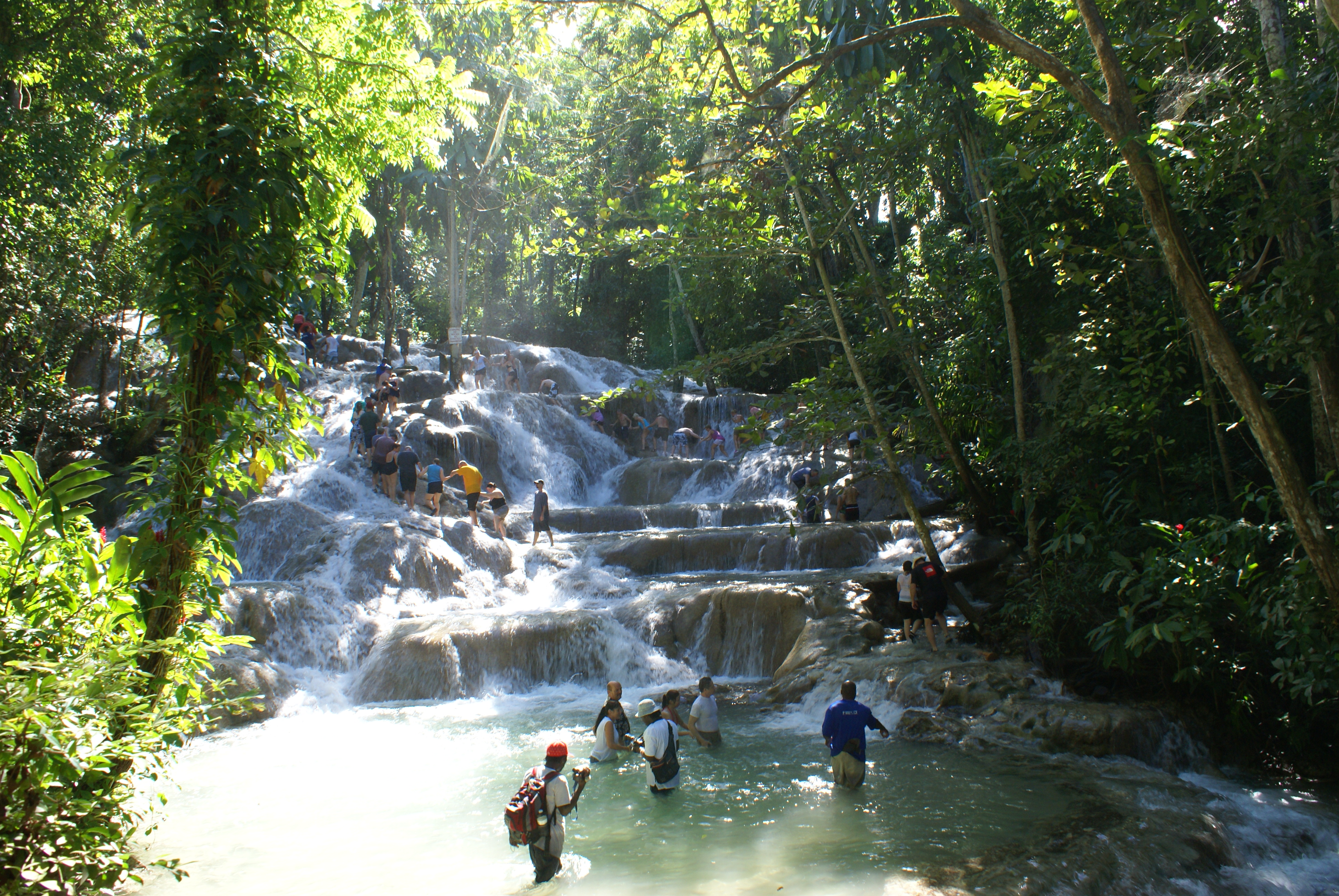
Turistas subiendo a las cascadas, de la mano y siguiendo a los guías por seguridad. Los guías están vestidos de azul.

## Cataratas del río Dunn
Conocida por sus saltos de agua, es la atracción más reconocida y visitada de Ocho Ríos. La catarata cae por un acantilado de 600 pies sobre el nivel del mar. Los escalones que llevan a la cascada del río Dunn son frescos y salpicados por el agua de la catarata y permiten el acceso de las visitas hacia la parte superior e inferior del acantilado. Los visitantes pueden ver la costa desde la parte superior y participar cada semana en una fiesta con música, baile y natación en el río.